# Wortwiederholung
Die Wortwiederholung ist eine einfache und häufige rhetorische Figur. Je nachdem, welches Element (Wort oder Wortgruppe) wo in den syntaktischen bzw. prosaischen Einheiten (Satz, Zeile) und wie oft wiederholt wird, werden verschiedene Typen unterschieden:
AnadiploseDas Element am Ende einer syntaktischen Einheit wird zu Beginn der nächsten Einheit wiederholt.
A B C. C D E.
EpiplokeEine mehrfach gereihte Anadiplose.
A B C. C D E. E F G.
AnapherDas Element am Anfang einer Einheit beginnt auch die darauffolgende Einheit.
A B C. A D E.
EpanadiploseDie Wiederholung eines Elementes vom Anfang einer größeren Einheit (Strophe, Absatz, ganzes Werk) am Schluss jener Einheit.
A B, C D, E A.
EpanalepseEin Element wird mit etwas Abstand wiederholt.
A B C A D E.
EpipherDas Element am Ende einer Einheit wird in den folgenden Einheiten wiederholt am Ende verwendet (Gegenteil der Anapher).
A B C. D E C.
GeminatioDie unmittelbare Verdopplung eines Elementes.
A B B C.
EpizeuxisEine mehrfach angewandte Geminatio.
A B B B B C.
KyklosDas Element am Anfang einer Einheit wird am Ende der Einheit wiederholt.
A B C D A.
SymplokeVerbindung von Anapher und Epipher.
A B C. A D C.